# Prix de Royaumont
Groupe III
Le Prix de Royaumont est une course hippique de plat se déroulant fin mai-début juin sur l'hippodrome de Chantilly, généralement le jour du prix du Jockey Club. C'est une course de groupe III réservée aux chevaux de 3 ans et plus. Elle se court sur la distance de 2 400 mètres. L'allocation s'élève à 80 000 euros.

## Historique
C'est le 13 mai 1883 qu'a lieu la première édition sur 2 100 mètres. La course se déroule alors le jour du prix de Diane et cela reste le cas jusqu'en 1977. La course est baptisée en l'honneur de l'abbaye de Royaumont. La course n'a pas lieu de 1915 à 1918 puis en 1940 du fait de la guerre. Pour les mêmes raisons, elle est transférée à Longchamp en 1919-1920, en 1941-1942 puis entre 1945 et 1947. Il se déroule à l'hippodrome de Tremblay entre 1943 et 1944. Il émigre à nouveau à Longchamp entre 1987 et 1990 puis à Saint-Cloud entre 1991 et 1996 puis revient à Chantilly. Sa longueur est portée à 2 400 mètres en 1996. André Fabre est l'entraîneur qui a remporté le prix le plus souvent avec 13 victoires depuis 1985.

## Palmarès

### Vainqueurs depuis 1976
| Année | Vainqueur       | Pays   | Père              | Jockey                | Entraîneur                | Propriétaire                   | Temps   |
| ----- | --------------- | ------ | ----------------- | --------------------- | ------------------------- | ------------------------------ | ------- |
| 2024  | Aventure        | France | Sea the stars     | Maxime Guyon          | C. Ferland                | Wertheimer & Frère             | 2'25"99 |
| 2023  | Ottery          | France | Dubawi            | Bauyrzhan Murzabayev  | André Fabre               | SUC. KHALID ABDULLAH           | 2'25"99 |
| 2022  | Baiykara        | France | Zarak             | Christophe Soumillon  | Francis-Henri Graffard    | Écurie Aga Khan                | 2'31"09 |
| 2021  | Thunder Drum    | France | Dubawi            | Eddy Hardouin         | Jérôme Reynier            | Lady Bamford                   | 2'33"11 |
| 2020  | Ebaiyra         | France | Distorted Humor   | Christophe Soumillon  | Alain de Royer-Dupré      | Écurie Aga Khan                | 2'29"86 |
| 2019  | Pelligrina      | France | Soldier Hollow    | Pierre-Charles Boudot | André Fabre               | M. Al Thani                    | 2'25"99 |
| 2018  | Pollara         | France | Camelot           | Olivier Peslier       | Francis-Henri Graffard    | Llse Smits                     | 2:32.57 |
| 2017  | Kitesurf        | France | Dubawi            | Mickaël Barzalona     | André Fabre               | Écurie Godolphin               | 2:29.62 |
| 2016  | The Juliet Rose | France | Monsun            | Stéphane Pasquier     | Nicolas Clément           | Mayfair Speculators            | 2:41.22 |
| 2015  | Kataniya        | France | Raven's Pass      | Christophe Soumillon  | Alain de Royer-Dupré      | Écurie Aga Khan                | 2:30.42 |
| 2014  | Savanne         | France | Rock of Gibraltar | Pierre-Charles Boudot | André Fabre               | Gestüt Ammerland               | 2:32.89 |
| 2013  | Eleuthera       | France | Spirit One        | Eddy Hardouin         | Philippe Demercastel      | Mme Philippe Demercastel       | 2:31.8  |
| 2012  | Sediciosa       | France | Rail Link         | Gregory Benoist       | Yann Barberot             | Maurice Lagasse                | 2:30.0  |
| 2011  | Testosterone    | France | Dansili           | Stéphane Pasquier     | Pascal Bary               | Ecurie La Boetie               | 2:31.2  |
| 2010  | Lady's Purse    | France | Doyen             | Maxime Guyon          | Henri-Alex Pantall        | Mohammed ben Rachid Al Maktoum | 2:31.7  |
| 2009  | Quetsche        | France | Gone West         | Christophe Lemaire    | Jean-Claude Rouget        | Ecurie des Monceaux            | 2:33.1  |
| 2008  | Sub Rose        | France | Galileo           | Christophe Soumillon  | Alain de Royer-Dupré      | 6C Racing Ltd                  | 2:31.5  |
| 2007  | Legerete        | France | Rahy              | Olivier Peslier       | André Fabre               | Écurie Wertheimer et Frère     | 2:30.4  |
| 2006  | Minatlya        | France | Linamix           | Stéphane Pasquier     | André Fabre               | Écurie Aga Khan                | 2:31.5  |
| 2005  | Shawanda        | France | Sinndar           | Christophe Soumillon  | Alain de Royer-Dupré      | Écurie Aga Khan                | 2:33.1  |
| 2004  | Silverskaya     | France | Silver Hawk       | Ioritz Mendizabal     | Jean-Claude Rouget        | Earl Champ Gignoux             | 2:36.2  |
| 2003  | Diasilixa       | France |                   | Christophe Soumillon  | André Fabre               | Jean-Luc Lagardère             | 2:29.5  |
| 2002  | Dance Routine   | France |                   | Olivier Peslier       | André Fabre               | Khalid Abdullah                | 2:29.8  |
| 2001  | Volga           | France |                   | Dominique Bœuf        | Elie Lellouche            | Daniel Wildenstein             | 2:36.3  |
| 2000  | Sadler's Flag   | France |                   | Olivier Doleuze       | Christiane Head           | Wertheimer et Frère            | 2:32.0  |
| 1999  | Side Saddle     | France |                   | Dominique Bœuf        | David Smaga               | Lord Weinstock                 | 2:37.3  |
| 1998  | Cantilever      | France |                   | Olivier Doleuze       | Christiane Head           | Écurie Abdullah                | 2:40.5  |
| 1997  | Legend Maker    | France |                   | Thierry Jarnet        | André Fabre               | Michael Tabor (Coolmore)       | 2:33.6  |
| 1996  | Spanish Falls   | France |                   | Freddy Head           | Christiane Head           | Mohammed ben Rachid Al Maktoum | 2:46.7  |
| 1995  | Genovefa        | France |                   | Thierry Jarnet        | André Fabre               | Mohammed ben Rachid Al Maktoum | 2:41.9  |
| 1994  | Truly a Dream   | France |                   | William Mongil        | Robert Collet             | Richard C. Strauss             | 2:41.0  |
| 1993  | Apogee          | France |                   | Thierry Jarnet        | André Fabre               | Écurie Abdullah                | 2:33.5  |
| 1992  | Berceau         | France |                   | Pat Eddery            | André Fabre               | Écurie Abdullah                | 2:42.3  |
| 1991  | Villandry       | France |                   | Dominique Bœuf        | André Fabre               | Écurie Wildenstein             | 2:15.2  |
| 1990  | Miss Alleged    | France |                   | Dominique Bœuf        | Pascal Bary               | Ecurie Issam Fares             | 2:13.1  |
| 1989  | Bellarida       | France |                   | Guy Guignard          | Christiane Head           | Écurie Wertheimer              | 2:11.1  |
| 1988  | Truly Special   | France |                   | Alain Lequeux         | Robert Collet             | Richard C. Strauss             | 2:12.9  |
| 1987  | River Memories  | France |                   | Alain Lequeux         | Robert Collet             | Alan Clore                     |         |
| 1986  | Reloy           | France |                   | Cash Asmussen         | Jonathan Pease            | Nelson Bunker Hunt             |         |
| 1985  | Galla Placidia  | France |                   | Lester Piggott        | André Fabre               | William Kazan                  |         |
| 1984  | Odyssee         | France |                   | Jean-Claude Desaint   | John Cunnington, Jr.      | Adolphe Boccara                |         |
| 1983  | Marie de Litz   | France |                   | Henri Samani          | David Smaga               | Jules Sabban                   |         |
| 1982  | Vidor           | France |                   | Cash Asmussen         | Maurice Zilber            | Nelson Bunker Hunt             |         |
| 1981  | Snow Day        | France |                   | Philippe Paquet       | François Boutin           | Ernst Wiget                    |         |
| 1980  | Luth Music      | France |                   | Michel Jerome         | Emmanuel Chevalier du Fau | Jacques Dorise                 |         |
| 1979  | Producer        | France |                   | Alain Lequeux         | Maurice Zilber            | Roy Gottlieb                   |         |
| 1978  | La Dorga        | France |                   | Freddy Head           | Alec Head                 | Écurie Wertheimer              |         |
| 1977  | Waya            | France |                   | Yves Saint-Martin     | Angel Penna, Sr.          | Écurie Wertheimer              |         |
| 1976  | Floressa        | France |                   | Jean-Pierre Lefèvre   | Philippe Lallié           | Lawrence M. Gelb               | 2:11.5  |

### Vainqueurs antérieurs
- 1883: Stresa
- 1884: Geneve
- 1885: Althea
- 1886: Estelle
- 1887: La Delivrande
- 1888: Modena
- 1889: Perle Rose
- 1890: Fatuite
- 1891: Amazone
- 1892:
- 1893: Marjolaine
- 1894: Algarade
- 1895: Phoebe
- 1896: Ecrevisse
- 1897: The Shrew
- 1898: Goguette
- 1899: Olympie
- 1900: May Queen
- 1901: Visitandine
- 1902: Karamanie
- 1903: Wide Awake
- 1904: Zingara
- 1905: Marie Galante
- 1906: Blue Fly
- 1907: La Neuville
- 1908: Cabane
- 1909: La Chandeleur
- 1910: Basse Pointe
- 1911: Allamanda
- 1912: La Semillante

- 1913: Coraline
- 1914: Aurore Boreale
- 1915–18: no race
- 1919: Furlana
- 1920: Chaine d'Or
- 1921: Musique
- 1922: Shocking
- 1923: Pomare
- 1924: Tetratela
- 1925: Tagus
- 1926: Raflade
- 1927: Samphire
- 1928: Likka
- 1929: La Mie au Gue
- 1930: L'Abbesse de Menin
- 1931: Sesia
- 1932: Fee Esterel
- 1933: Relique
- 1934: Brunanburh
- 1935: Finlandaise
- 1936: Cousine
- 1937: Gandara
- 1938: Marphise
- 1939: Pereire
- 1940: no race
- 1941: Green Parrot
- 1942: The Residency
- 1943: Vertelle
- 1944:
- 1945: Theorie

- 1946: Miss Foxlight
- 1947: Picardie
- 1948: Sans Toi / Seduction  (ex-aequo)
- 1949: L'Oasis
- 1950: Hortensia
- 1951: Monrovia
- 1952: Devinette
- 1953: Deep Sea
- 1954: Reine d'Atout
- 1955: All Risk
- 1956: Fast Jane
- 1957: Ermeline
- 1958:
- 1959: Mi Carina
- 1960: Marie Jolie
- 1961: Belinda 111
- 1962: Chaleureuse
- 1963: Partisane
- 1964: Dreida
- 1965: Kere
- 1966: Bubunia
- 1967: Casaque Grise
- 1968: Hugger Mugger
- 1969: Agujita
- 1970: Santa Tina
- 1971: Pointilleuse
- 1972: Decigale
- 1973: Gay Style
- 1974: Azurella
- 1975: course non disputée